# Séptima Raza
Séptima Raza es una agrupación venezolana de hip hop conformada por los MCs Gaby, Blade, IceOd, McKlopedia (RMS) y Deza (SoloSoul), quien también funge como productor.

## Historia

### Inicios
En 2003 lanzan su primer álbum de estudio. Positiva-mente, marcando así el inicio de este exitoso grupo en el mundo del Hip hop venezolano y de Latinoamérica. Con este álbum la agrupación venezolana realizaría alrededor de 150 presentaciones entre los años 2003 y 2006.
Septimiento sería el título de su segunda placa discográfico, lanzada en 2006. Este disco contaría con la participación de varios artistas reconocidos del rap nacional como Flersy (Soires Naes), Kpú, Bosta's Brain, Parkinson, Lokayna (Ruta Roots), Dann Niggaz (Supremacy), Baroni One Time y Apache (Cuarto Poder). También contaría con la colaboración de MCs extranjeros, tales Eric Cartier de Francia, Kno de Colombia y Ocean España.

### Éxito
El segundo álbum del grupo tuvo un éxito sustancial, incluso en el extranjero, ya que llegaron a presentarse por primera vez fuera de las fronteras venezolanas, En el Festival Internacional Hip Hop Zaragoza Ciudad (Zaragoza, España),
el Festival Revolución Hip Hop en Guatemala, acompañados por otra agrupación venezolana, Soires Naes, y en una presentación en San Salvador junto con el MC español Rapsusklei.
En el año 2010 Séptima Raza lanza su tercer álbum, Rebelión, editado por DeLaRaiz Recordz para Venezuela y Muffin Records en Zaragoza, España. Es otra producción que cuenta con la colaboración de reconocidas figuras como Rapsusklei de Zaragoza, España; Afu-ra de Brooklyn, New York; Los Aldeanos de Cuba, Oldtape y DJ Figu de Madrid.
En 2011 la agrupación sacó una recopilación de colaboraciones llamada Simple Vol. 1 que contó con 7 temas, teniendo como sencillo el remix hecho por DJ Figu del décimo tema de Rebelión, "Disculpen las molestias".

## Discografía
Álbumes de estudio
- Positiva-mente (2003)
- Sentimientos (2007)
- Rebelión (2010)